# Светослав Суроня
Светослав Суроня (на хърватски: Svetoslav Suronja) е хърватски крал от рода Търпимировичи управлявал Хърватското кралство от 997 г. до 1000 г. Йоан Дякон, автор на „Венецианска хроника“, написана в началото на XI век на латински, го нарича Surigna, възприето от хърватите като Suronja („тъмен“ или „студен мъж“), вероятно като белег за характера му.
Суроня е най-големият син на крал Стефан Държислав, посочен за негов наследник още приживе и споделил управлението с него в последните години от царуването му. След смъртта на стария крал двамата братя на Суроня - Крешимир III и Гоислав I организират бунт против Светослав заради отказа му да подели властта над кралството между тримата. Те искат военна помощ от българския цар Самуил, който има причини да се отзове, тъй като Суроня подобно на баща си е съюзник на Византия против българското царство. Самуил напада Хърватия през 998 г. като завладява цяла Далмация до Задар и предава контрола върху завладените територии на Крешимир и Гоислав, с което предрешава техния превес в междуособицата им със Светослав Суроня.

## Война с Венецианската република
Царуването на Суроня било особено тежко за крайбрежните градове на Далмация, периодично разорявани от неговите сподвижници. Това ги принуждава да поискат помощ от Венеция през есента на 999 г., а Венеция на свой ред сключва споразумение с Византия, което да ѝ даде право впоследствие да запази тези градове под свой контрол. Така на следващата 1000 г. венецианският дож Пиетро II Орсеоло започва военна кампания срещу Хърватия и завладява островите Црес, Лошин, Крък и Раб. Суроня изпраща пратеници за мир до дожа, но Пиетро Орсело отхвърля предложението и завладява също остров Пашман и след преговори дори престолнината на хърватския крал Биоград на Мору. Суроня е принуден да признае властта на Венеция над Далмация през 1000 г.
След тези неудачи е извършен преврат и Суроня заедно със семейството си бяга в Унгария, където по-късно умира.

## Семейство
Светослав Суроня има син Стефан Светославич, който е даден като заложник във Венеция след като Светослав признава властта на републиката над Далмация. В годините на пленничество Стефан Светославич се оженва за най-голямата от дъщерите на дожа Пиетро II Орсеоло, но когато през 1024 г. фамилията Орсело загубва властта и влиянието си, Стефан бяга в Унгария, която му обещава владения в Славонска Хърватия. И действително в годините на хаос и анархия при управлението на неговия чичо Крешимир III, Стефан се възползва от безредиците и с унгарски наемници се връща в родината си, завладявайки Славонска Хърватия. Провъзгласен е за бан на Славонска бановина - провинция на територията на дн. Хърватия и Босна и Херцеговина в състава на Унгарското кралство. Неговият син и внук на Суроня Димитър Звонимир става крал на Хърватия през 1076 г.